# Henri III de Virnebourg
Henri III de Virnebourg, dit Busman, né vers 1295, décédé le 21 décembre 1353, fut archevêque de Mayence de 1328 à 1337 et de 1346 à 1353.

## Biographie
Fils de Rupert, comte de Virnebourg, et neveu de Henri II de Virnebourg, archevêque de Cologne, il fut nommé par le pape Jean XXII, le 11 octobre 1328, à l'archevêché de Mayence, dont il était chanoine en même temps que prévôt de Bonn.
Mais lorsque Henri se présenta à Mayence, le clergé refusa de le recevoir, et appela de sa nomination au pape mieux informé. L'affaire fut plaidée pendant trois ans, à la cour d'Avignon. Cependant les chanoines de Mayence, craignant qu'une longue vacance de leur siège ne fût préjudiciable à cette église, nommèrent pour l'administrer, Baudouin, archevêque de Trêves. Le pape désapprouva hautement ce parti, et persista jusqu'à la fin dans cette disposition, sans se laisser fléchir par les lettres que les rois de France et de Bohême lui avaient écrites pour l'exhorter à maintenir Baudouin dans son administration. Benoît XII, successeur de Jean XXII, fut également inexorable, si bien qu’à la fin Baudouin, menacé d’excommunication, prit le parti de remettre le gouvernement de l’église de Mayence au bon plaisir du pape : dans une lettre au pape Benoît, datée du 12 novembre 1336, il proteste de la pureté de ses intentions lorsqu'il accepta cette commission, qui lui avait été offerte, dit-il, par le chapitre et les vassaux de l’Église de Mayence.
En 1337, après la démission volontaire de Baudouin, Henri de Virnebourg fut admis, du consentement de tous les ordres, et mis en possession de l'archevêché de Mayence. On se contenta de lui imposer, suivant le chroniqueur Albert de Strasbourg, deux conditions qu'il accepta : l'une, qu'il s'attacherait à l'empereur Louis IV du Saint-Empire ; l'autre, qu'il remettrait entre les mains du chapitre les places fortes et les villes dépendantes de son église. Henri légiféra sans retard : pour se concilier les bourgeois, il avait promulgué le 3 avril 1329 un décret par lequel il promettait de ne lever aucun impôt ni péage, à la distance d'un mille autour de Mayence, sans le consentement de la ville.
L’année suivante, il abandonnait les poursuites contre les habitants pour les dommages et les violences faites aux membres du clergé. En 1331, il les affranchit du serment fait aux Juifs, de leur rembourser à certains termes l'argent emprunté à usure. Fidèle aux engagements qu'il avait pris avec le chapitre, il députa, peu de temps après son intronisation, l'évêque de Coire et Gerlier, comte de Nassau, pour demander au pape Benoît XII l'absolution de l'empereur. Au mois de juillet 1338, à l’assemblée des sept électeurs à Rentz, il y soutint vigoureusement les intérêts de ce prince ; et, l'ayant ensuite accompagné à Francfort, il dressa, de concert avec ces mêmes électeurs, une lettre au pape pour établir les droits de l'empire contre les prétentions de Rome. En tête de la lettre Henri indique ainsi ses titres : « Henri, archevêque de Mayence, archichancelier du Saint-Empire romain germanique, en Allemagne, et doyen des princes-électeurs. »
Le pape Clément VI, par sa bulle du 30 avril 1344, divisa la Province ecclésiastique de Mayence en érigeant l'Église de Prague en archevêché. Le 5 mai suivant, par une autre bulle, il accabla derechef l'archevêque de Mayence, en accordant au diocèse de Prague le droit de sacrer et de couronner le roi de Bohême. Alors peu après Henri de Virnebourg contraria les projets du souverain pontife : Clément VI ayant fait dresser, par écrit les articles de  paix qu'il consentait à l'empereur, l'archevêque de Mayence assembla les électeurs à Francfort pour en délibérer, et sur son avis, tous s'accordèrent a les rejeter ; mais l'archevêque dut bientôt se repentir de ce coup. Mécontent à son tour d'un décret rendu par l'empereur à ses dépens en faveur des comtes palatins, il voulut en vain regagner les bonnes grâces du Saint père : elles furent mises à si haut prix qu'il aima mieux recourir à celles de l'empereur, qui lui furent accordées sans conditions. Clément VI ne prit alors plus aucune précaution avec Henri : après l'avoir excommunié publiquement en 1345, il le déposa le 7 avril de l'année suivante, et nomma à sa place Gerlier de Nassau. Henri ne tint aucun compte de sa déposition, et continua pendant environ huit ans de se porter pour archevêque de Mayence, et d'en faire les fonctions.
Gerlier, de son côté, voulut soutenir sa nomination, et de là un schisme dans l'église de Mayence et des guerres entre les deux compétiteurs. Henri, cependant, par le conseil de l'empereur, consentit à remettre l'administration de son église à trois chanoines, sous la réserve d'un revenu de 1 000 marcs d'argent. Henri fit, en 1348, la fonction d'électeur en créant roi des Romains Édouard III d'Angleterre, de concert avec ceux de ses collègues qui s'étaient opposés à l'élection de Charles de Luxembourg, faite l'année précédente. On le voit encore donner son suffrage à l'élection de Frédéric, margrave de Misnie, puis, en 1349, à celle de Gunther de Schwarzbourg (Maison de Schwarzbourg). Les auteurs du Gallia christiana citent une lettre de ce prélat, écrite, en 1351, au roi Philippe de Valois.
Henri mourut le 21 décembre 1353 et fut inhumé dans la crypte de la cathédrale Saint-Martin de Mayence.